# 17044 Mubdirahman
A 17044 Mubdirahman (ideiglenes jelöléssel 1999 FZ30) a Naprendszer kisbolygóövében található aszteroida. A LINEAR projekt keretében fedezték fel 1999. március 19-én.